# ¡Buen viaje, Excelencia!
¡Buen viaje, Excelencia! es una película cómica española dirigida y escrita por Albert Boadella y estrenada el 10 de octubre de 2003. Filmada en locaciones de Zaragoza, Madrid y Castilla y León, contó con la participación del actor Ramon Fontserè en el papel del general y dictador Francisco Franco. En 2019 la productora asociada a la película fue condenada a pagar cerca de 30 mil euros por haber utilizado aparentemente sin licencia la canción "Cara al sol", himno de la Falange Española de las JONS.

## Sinopsis
El general Franco pasa sus últimos días de vida en el Palacio Real de El Pardo, entre delirios del pasado, y rodeado por su familia y su leal séquito militar. Preocupados por el delicado estado de salud del caudillo, recurren a la medicina alternativa de la doctora Müller, una médica alemana que al final se convertirá en la mano derecha del general ante el asombro de todos.

## Reparto
- Ramon Fontserè es Francisco Franco
- Minnie Marx es la doctora Müller
- Pilar Sáenz es Carmen Polo
- Xavier Boada es Cristóbal Martínez-Bordiú
- Jesús Agelet es Pacón
- Lluís Elias es el doctor Vicente
- Teresa Berganza es Carmen Martínez